# Le lettere di Berlicche
Le lettere di Berlicche (titolo originale The Screwtape Letters), pubblicato a Londra nel 1942 dallo scrittore C. S. Lewis, ma originariamente apparso sulle pagine del quotidiano The Guardian, è un racconto satirico in forma epistolare in cui un diavolo anziano, “sua potente Abissale Sublimità il Sottosegretario Berlicche”, istruisce suo nipote Malacoda, un giovane diavolo apprendista tentatore. Noi non vediamo le lettere di Malacoda a Berlicche, ma il loro contenuto può essere dedotto dalle risposte di Berlicche, il quale consiglia Malacoda su come assicurare la dannazione dell'anima di un giovane essere umano a lui assegnato, indicato come il “paziente”, di fronte al Nemico (Dio).
(C.S. Lewis, Premessa a Le lettere di Berlicche, pag. 3.)

## Pubblicazioni
Una versione delle lettere fu originariamente pubblicata con frequenza settimanale nel quotidiano The Guardian tra maggio e novembre del 1941; la prima edizione integrale conteneva un'introduzione in cui l'autore spiegava come era giunto alla decisione di scrivere questo libro.
Lewis aveva promesso solennemente di non scrivere mai un seguito dell'opera, ma nel 1959, su invito del Saturday Evening Post, si decise a scrivere un saggio intitolato Il brindisi di Berlicche (titolo originale Screwtape proposes a toast), in cui il protagonista, Berlicche appunto, pronuncia un discorso alla fine del pranzo annuale alla “Scuola Superiore di Tentazione per Giovani Diavoli”, approfondendo alcuni aspetti che nel libro precedente erano stati solo accennati e aggiungendo nuove riflessioni e considerazioni sulla situazione attuale per quanto riguarda le possibili tentazioni e la loro efficacia nei confronti dell'uomo. In realtà, il saggio è anche una critica delle tendenze prevalenti nell'ambito dell'istruzione pubblica dell'epoca. Un'edizione comprendente entrambe le opere con una nuova prefazione di Lewis fu pubblicata nel 1961 dalla casa editrice Bles e un'altra nel 1962 da MacMillan.
Entrambe le opere sono state pubblicate anche su audiocassette e su CD, con le voci narranti di John Cleese e Joss Ackland. Una versione audio in forma teatrale prodotta dall'organizzazione non-profit Focus on the Family è stata una delle finaliste degli Audie Award del 2010.

## Tematiche
Nelle Lettere di Berlicche, C.S. Lewis fornisce una serie di lezioni sull'importanza di compiere delle scelte consapevoli nella vita, descrivendo una comune esistenza umana con tutte le sue tentazioni e i suoi fallimenti dal punto di vista di un diavolo. Berlicche ricopre un ruolo amministrativo nella gerarchia dell'Inferno e agisce come guida e consigliere di un giovane e inesperto diavolo tentatore, Malacoda. Nel corso delle trentuno lettere che compongono il libro, Berlicche offre a Malacoda dei suggerimenti e consigli dettagliati sui vari metodi per minare e indebolire la fede e incoraggiare e favorire il peccato nel paziente, intervallati da osservazioni sulla natura umana e sulla dottrina cristiana. Malacoda e Berlicche vivono in un mondo dai valori morali completamente rovesciati, dove il tornaconto individuale e l'avidità sono visti come il massimo bene, e non riescono a comprendere l'amore di Dio per l'uomo (che viene giudicato "pura propaganda") o a riconoscere la vera virtù umana (che viene giudicata pura, semplice e "nauseante" ipocrisia).
Nonostante Le lettere di Berlicche siano una delle opere più popolari di Lewis, l'autore medesimo affermò: “sebbene non avessi scritto niente altro con tanta facilità, non ho mai scritto con meno divertimento. La facilità di scrittura derivava senza dubbio dal fatto che la trovata delle lettere diaboliche, una volta ideata, si sviluppa spontaneamente [...] Potrebbe trascinarvi con sé per mille pagine, se vi lasciaste prendere la mano. Ma per quanto fosse facile immedesimarmi nell'atteggiamento diabolico, non era una cosa divertente, e comunque non per molto. Lo sforzo mi dava una specie di crampo spirituale. [...] Ogni traccia di bellezza, freschezza e genialità doveva esserne esclusa. Ancor prima della fine del libro mi aveva quasi soffocato.”

## Trama
Nel libro sono dunque raccolte le lettere che Berlicche invia, in tempi diversi, al nipote Malacoda. Lo zio offre al nipote una serie di ricchi consigli per dannare le anime degli uomini, soprattutto nei riguardi dei giovani, data l'età dell'anima affidata a Malacoda. Il Nemico (Dio) e suo Figlio (Cristo) intervengono prontamente in ogni azione di Malacoda e dunque lo zio è costretto a dilungarsi più volte in tanti temi tipicamente legati allo spirito giovanile, come l'amicizia, l'amore, l'orgoglio, il legame con i genitori, la sessualità, la gola; in ciò Lewis utilizza uno stile assai vario, ma sempre incisivo, affrontando con una teologia ad un tempo benevola ed esigente tutte le tematiche sopra citate. Si evidenzia per tutto il libro uno stridente contrasto tra Berlicche e Malacoda. Quest'ultimo viene descritto assai vicino all'idea convenzionale con cui sono visti comunemente i demoni, cioè desideroso di tentare il suo paziente a compiere peccati eclatanti, abbandonandosi a perversioni stravaganti, costantemente soddisfatto della guerra che imperversa dalla metà del libro fino alla fine. Berlicche, invece, non è per nulla interessato a spingere il paziente a commettere azioni spettacolarmente malvagie, né giudica la guerra un evento particolarmente favorevole alla dannazione delle anime.
Dopo la prima lettera, il “paziente” si converte al Cristianesimo, e Malacoda viene severamente rimproverato e minacciato di essere sottoposto alle “punizioni abituali” presso la Casa di Correzione per Tentatori Incompetenti. L'obiettivo di Malacoda è ora quello di minare e indebolire la fede del paziente come anche di tentarlo a commettere esplicitamente dei peccati che possano portarlo alla sua definitiva dannazione. In ciò è riflessa la visuale Cattolico-Anglicana sul “peccato mortale” e sulla salvezza dell'anima. È tuttavia importante sottolineare che la natura dei peccati espliciti viene qui discussa in modo da compiere una profonda riflessione e una meditazione sulla natura della distanza che il peccato crea tra Dio e l'uomo, al punto che Berlicche afferma che la lenta, quasi impercettibile, discesa causata dai piccoli e quasi insignificanti peccati abituali è assai meglio di qualsiasi peccato grandioso ed evidente (come potrebbero essere omicidi, stupri, violenze, atti fortemente antisociali, guerre, ecc.) per il raggiungimento dello scopo diabolico di dannare il paziente.
Per esempio, nella quinta lettera Berlicche distoglie Malacoda dal lasciarsi prendere dall'entusiasmo circa la guerra (è in corso la Seconda guerra mondiale, con i bombardamenti della città di Londra ad opera dei Tedeschi). “Naturalmente, una guerra è divertente. L'immediato terrore e la sofferenza immediata degli esseri umani sono un ristoro legittimo e piacevole per le miriadi dei nostri affaticati lavoratori. Ma quale beneficio permanente ci può dare, a meno che noi non ne facciamo uso per portare anime al Nostro Padre di Laggiù? Quando vedo la sofferenza temporale degli esseri umani che poi, alla fine, ci sfuggono, provo una sensazione come se mi fosse stato permesso di gustare la prima portata di un ricco banchetto, e poi mi fosse stato negato il resto. È peggio che non aver gustato nulla.”. In realtà, Berlicche afferma che il costante e continuo richiamo alla morte offerto dalla guerra ha effetti disastrosi per le anime, spingendole a riflettere e meditare sulla caducità della vita e a ricercare ciò per cui valga la pena vivere e morire, e per ciò stesso viene vanificata e resa inservibile una delle migliori armi diaboliche, la “mondanità soddisfatta”.
Nell'ottava lettera Berlicche spiega al suo allievo i differenti progetti che Dio e i diavoli hanno relativamente all'umanità: "Noi vogliamo mandrie che finiranno per diventare cibo; Egli vuole servi che alla fine diverranno figli." Con questo scopo in mente, nella sesta lettera Berlicche incita Malacoda a favorire la passività e l'irresponsabilità nel paziente: "Il Nemico vuole uomini che si preoccupino di quello che fanno; nostro compito è invece di farli pensare sempre a ciò che capiterà loro."
L'autore, che all'epoca era docente all'University College di Oxford, suggerisce che neppure gli intellettuali sono immuni dall'influenza dei demoni, specialmente quando si lasciano irretire ed accettano pacificamente il punto di vista storico; nella lettera ventisettesima Berlicche afferma che "quando un uomo dotto incontra una qualsiasi affermazione in un libro vecchio, la domanda che non si farà mai è se tale affermazione sia vera." Egli si chiederà invece tutta una serie di cose relative all'influsso che ha provocato l'affermazione suddetta, alla concordanza con ciò che appare in altri libri dello stesso autore, a quale fase occupi tale affermazione nello sviluppo dell'autore o nella storia generale del pensiero, o come abbia inciso su scrittori più recenti, a quale sia stata la tendenza generale della critica negli ultimi anni, e quale sia l'attuale stato della questione in riferimento a quel concetto.
Nella lettera ventiduesima, dopo diversi tentativi di trovare una donna compiacente e licenziosa per il paziente, Berlicche rileva adirato che il paziente si è innamorato di una ragazza cristiana dalle ferme convinzioni. Verso la fine della lettera egli diventa così esasperato da trasformarsi suo malgrado in un millepiedi gigante, parodiando una trasformazione simile descritta da John Milton nel decimo libro del Paradiso perduto, dove i demoni scoprono di essere stati trasformati in serpenti.
Nell'ultima lettera avviene che il paziente muoia durante un bombardamento aereo, e la sua anima viene salvata ed accolta in Paradiso. Malacoda viene duramente rampognato per essersi lasciato sfuggire un'anima dalle dita e viene consegnato al destino che sarebbe spettato al suo paziente se avesse avuto successo: la distruzione della sua essenza spirituale da parte degli altri demoni. Berlicche risponde alla disperata lettera finale di suo nipote assicurandolo che egli potrà aspettarsi tanto aiuto e soccorso dal suo “sempre più voracemente affezionato” zio quanto se ne sarebbe dovuto aspettare Berlicche stesso se la situazione fosse stata rovesciata: “Sta' sicuro che il mio amore per te e il tuo amore per me sono simili come due piselli. Io ho sempre sentito un grande desiderio di te, come tu (sciocco, degno di compassione) hai desiderato me. La differenza consiste nel fatto che io sono il più forte. Penso che ora ti daranno a me; o mi daranno un pezzettino di te. Amarti? Ma sì! Non mi sono mai cibato di un bocconcino più squisito. Ti sei lasciato sfuggire dalle dita un'anima. L'urlo della fame resa più acuta per questa perdita riecheggia in questo momento per tutti i gironi nel regno del rumore giù giù fino al trono. Il solo pensiero mi fa impazzire.”.
Lewis non vuole con ciò dare motivo di pensare che, sebbene Malacoda venga distrutto, egli cessi interamente di esistere. In realtà, in un punto delle lettere, Berlicche aveva messo in guardia Malacoda contro l'eccessivo entusiasmo per la sofferenza del paziente, ricordandogli che il dolore dell'uomo sulla terra è temporaneo mentre la sofferenza dell'anima nell'Inferno è eterna.

## Il brindisi di Berlicche
Il breve saggio successivo alle Lettere di Berlicche, intitolato “Il brindisi di Berlicche”, ha la struttura di un discorso pronunciato alla fine del pranzo annuale (al momento del brindisi) tenuto alla Scuola Superiore di Tentazione per giovani demoni. Si tratta di una serrata critica che Lewis fa alla tendenza livellatrice e semplificatrice della pubblica istruzione. Viene esplicitamente affermato che la guerra fredda tra Occidente e Oriente fa da sfondo ai problemi dell'istruzione. Berlicche e gli altri demoni sono descritti come consapevolmente coinvolti nella sovversione dell'istruzione e del pensiero intellettuale occidentale per facilitare la sopraffazione dell'Occidente da parte del mondo comunista, sia dall'esterno che dall'interno. In questo senso, il Brindisi di Berlicche è assai più fortemente politico delle Lettere, in cui le questioni strettamente politiche vengono trattate solo di sfuggita.
Il discorso approfondisce la riflessione di Lewis circa questa “distruzione” delle anime. La sostanza di ciò consiste nel fatto che ogni essere umano ha, oltre ad un angelo custode, anche un diavolo tentatore particolare. Se la persona assegnata al tentatore finisce la sua vita dannandosi, la sua anima diventa cibo per i demoni. Tuttavia, se invece la persona si salva finendo in Paradiso o in Purgatorio, è lo stesso tentatore ad essere divorato dai demoni. Inoltre, soprattutto le persone particolarmente malvagie (Berlicche cita Farinata degli Uberti, il re Enrico VIII d'Inghilterra, e Adolf Hitler) vengono considerate assai più gustose della maggior parte delle anime che finiscono all'Inferno. Nel suo brindisi infatti, Berlicche approva il recente aumento delle anime che si dannano, ma nello stesso tempo lamenta la loro qualità assai scadente, definendole “scarti che un tempo avremmo gettato a Cerbero ed ai suoi cani perché indegni del pasto diabolico.”.
Il saggio si conclude con la "confortante" considerazione che per fortuna sulla Terra esiste ancora ciò che gli uomini credono sia la “religione”, con le sue infinite possibilità di pervertirsi e condurre perciò alla dannazione innumerevoli anime, ma soprattutto di produrre dei dannati di grosso calibro, estremamente gustosi al palato: “In conclusione, amici miei, sarà un gran brutto giorno per noi quello in cui ciò che gli uomini chiamano “religione” sparirà dalla Terra. È la sola cosa ancora in grado di mandarci bocconcini veramente deliziosi. Il bel fiore del Sacrilegio non può sbocciare che vicino al Sacro. Non c'è luogo dove tentiamo con più successo come sugli scalini degli altari.”.

## Spiritualità
Le epistole si presentano come una discussione alternativa della dottrina cristiana raccontata per antitesi. Il tono è molto divertente e così permette con una certa facilità la trattazione di temi molto delicati e non sempre facili da comprendere: in aiuto infatti viene la geniale trovata di mettere il lettore nei panni di Malacoda, per poter così capire con maggior intuizione chi è veramente il cristiano. Difatti l'arma più potente del Nemico contro gli insegnamenti di Berlicche è proprio la Ragione. Di questo viene discusso soprattutto nel primo capitolo, dedicato all'ordinarietà delle cose, nel quale Berlicche sostiene che, assuefacendo le idee del "paziente" (così è chiamata la persona di cui si occupa un demonio), la Ragione verrà presto a mancare.

## Particolarità
Nella versione italiana, i nomi dei diavoli nominati nelle diverse lettere da Berlicche (compreso Malacoda) sono tratti dal gruppo di demoni "Malebranche" della Divina Commedia; in questo elenco vengono citati i loro nomi italiani e i loro corrispettivi inglesi:
- Farfarello (Glubose)
- Scarmiglione (Triptweeze)
- Draghignazzo (Scabtree)
- Cagnazzo (Slumtrimpet)
- Barbariccia (Toadpipe)
- Ciriatto Sannuto (Slubgob)

Ad ognuno di loro Lewis ha affidato un compito o delle particolari caratteristiche: Farfarello è il "diavolo custode" della madre del paziente di Malacoda, Cagnazzo della sua compagna. A proposito di Draghignazzo, Berlicche scrive che lui "e altri hanno veduto nelle guerre una grande occasione per sferrare attacchi contro la fede", ma che lui ritiene esagerato questo punto di vista.
Per quanto riguarda Ciriatto Sannuto, pare che Berlicche non nutra una grande stima verso di lui: nella sua VIII lettera, riferendosi all'incompetenza di Malacoda e alla sua ignoranza a proposito della cosiddetta "legge dell'Ondulazione", Berlicche afferma "Io sono sempre stato dell'opinione che la Scuola di Tirocinio fosse bell'e spacciata da quando Ciriatto Sannuto vi fu messo a capo, e ora ne sono sicuro'', mentre di Barbariccia si sa solo che è il segretario di Berlicche, per il quale termina di scrivere la XXII lettera, in quanto trasformatosi accidentalmente per la rabbia in un millepiedi. Scarmiglione, infine, viene nominato soltanto all'inizio della X lettera, quando Berlicche si compiace con il nipote per il fatto che il suo paziente abbia conosciuto due ricchi coniugi di mezz'età, di cui probabilmente Scarmiglione è il diavolo custode.
Clive Lewis ha anche inventato alcune "istituzioni infernali" come l'Alto Comando, la Polizia Infernale, la Polizia Segreta, l'Ufficio Informazioni, la Scuola di Tirocinio e la Nuova Casa di Correzione per Tentatori Incompetenti.

## Adattamenti artistici

### Adattamento per i fumetti
La casa editrice Marvel Comics e l'editore di libri religiosi Thomas Nelson hanno pubblicato un adattamento a fumetti delle Lettere di Berlicche nel 1994.

### Adattamento cinematografico
Esiste un progetto di produzione di un film basato sul libro delle Lettere di Berlicche. La 20th Century Fox ha acquistato i diritti del film negli anni 1950. La Fox si è associata alla Walden Media per realizzare il film al tempo in cui era in lavorazione Le cronache di Narnia - Il viaggio del veliero. La Walden aveva intenzione originariamente di pubblicare il film nel 2008, tuttavia la data è stata spostata a dopo il 2012. Ralph Winter, il produttore, ha attribuito al successo della serie di film basati sulle Cronache di Narnia la concreta possibilità di girare Le lettere di Berlicche. È previsto che Le lettere di Berlicche siano un film live action, ma poiché il libro consiste in una successione di lettere con limitate scene di azione, alcuni critici si sono chiesti come sia possibile un adattamento cinematografico.

### Adattamento teatrale
L'opera teatrale Dear Wormwood (Caro Malacoda), in seguito rinominata Screwtape (Berlicche), scritta da James Forsyth, venne pubblicata nel 1961. L'ambientazione è a Londra durante la guerra, e vediamo Malacoda cimentarsi nel tentativo di spingere alla dannazione il suo paziente (che nell'opera teatrale si chiama "Michael Green"). Il finale è diverso rispetto al libro, in quanto Malacoda si pente e implora il perdono quando appare chiaro che la sua missione è fallita.
L'adattamento originale del commediografo e attore di Filadelfia Anthony Lawton è stato rappresentato diverse volte sin dal 2000 dalla compagnia teatrale Lantern Theater Company; le repliche più recenti risalgono al maggio/giugno del 2010. Nell'adattamento di Lawton, ogni lettera di Berlicche viene interrotta da varie danze che includono tip-tap, danze latinoamericane, jazz, arti marziali, e rock – oltre alla comparsa di fruste e mangiatori di fuoco. Berlicche esegue queste danze insieme al suo segretario, Barbariccia.
La compagnia teatrale Fellowship for the Performing Arts ha ottenuto da Lewis i diritti per un adattamento teatrale delle Lettere di Berlicche. La produzione è stata inizialmente progettata per i teatri Off-Off-Broadway e l'opera è stata rappresentata al Teatro 315 a New York nel gennaio 2006. La serie iniziale di rappresentazioni, della durata di tre settimane, è stata prolungata ad undici settimane e infine è stata conclusa poiché il teatro era obbligato per contratto a rappresentare un'altra produzione. Hanno collaborato alla sceneggiatura Max McLean (che ha anche recitato nell'opera) e Jeffrey Fiske (che ha anche diretto la produzione). Una seconda produzione, maggiormente sviluppata, è stata creata per i teatri Off-Broadway e la prima rappresentazione ha avuto luogo il 18 ottobre 2007, con repliche originariamente previste fino al 6 gennaio 2008. Le rappresentazioni sono riprese al Teatro Mercury di Chicago a settembre 2008, e sono continuate con un tour nazionale che ha incluso le città di San Francisco, Phoenix, Louisville, Chattanooga, Fort Lauderdale, Houston e Austin, fino al gennaio 2010, con una speciale rappresentazione al Shakespeare Theatre di Washington per dieci settimane. Le lettere di Berlicche sono state rappresentate per 309 volte al Westside Theatre di New York nel 2010. Il tour del 2011 ha visitato i teatri di molte città degli Stati Uniti, incluse Los Angeles, Houston, Dallas, Atlanta, Seattle, Minneapolis, e Boston. Il tour del 2012-2013 ha avuto inizio a Los Angeles nel gennaio 2012, con reingaggi a San Francisco, San Diego, Seattle, Chicago e Atlanta come anche in molte altre città. L'opera teatrale è stata descritta come "Vivace e umoristica...raramente il diavolo ha avuto il fatto suo con un tale intuito!" dal New York Times, "Un'esperienza profonda" da Christianity Today e "Perversamente brillante...un diavolo di spettacolo!" dal Wall Street Journal.
La compagnia dei Barley Sheaf Players di Lionville in Pennsylvania ha rappresentato l'opera di James Forsyth nel settembre 2010. Ha diretto la rappresentazione Scott Ryan e ci sono state repliche per gli ultimi tre fine settimana del mese. Ha recensito lo spettacolo Paul Recupero per il periodico Stage Magazine.

### Rappresentazioni audio
Un progetto dell'organizzazione non-profit Focus on the Family, il Focus on the Family Radio Theatre, ha ottenuto i diritti di rappresentazione del libro per la radio. La produzione è iniziata nel 2008 ed è terminata nell'autunno del 2009. L'attore Andy Serkis, conosciuto per aver recitato il personaggio di Gollum nella trilogia del Signore degli Anelli, ha recitato fornendo la sua voce per il personaggio di Berlicche. Esiste un trailer video di 7 minuti e mezzo della rappresentazione con interviste agli attori e un documentario sui retroscena.

## Opere derivate: seguiti letterari
Benché C. S. Lewis avesse deciso di non scrivere più altre lettere del genere, e abbia rivisitato il personaggio di Berlicche solo nel saggio "Il brindisi di Berlicche," la struttura letteraria del libro, definita da Lewis stesso come un genere di "ventriloquismo demoniaco", ha ispirato altri autori, che hanno scritto delle continuazioni, o opere simili, come:
- Screwtape Writes again di Walter Ralston Martin (1975)
- The Screw Loose Lectures di Larry Richards (1980)
- The Snakebite Letters di Peter Kreeft (1998)

## Edizioni italiane
- Le lettere di Berlicche, traduzione di Alberto Castelli, Collana I Quaderni della Medusa n.23, Milano, Arnoldo Mondadori Editore, 1947. - Biblioteca Moderna n.163, Mondadori, 1950; Introduzione di Luigi Santucci, Collana Oscar n.965, Mondadori, 1979; Collana Oscar Classici Moderni n.154, Mondadori, 1998, ISBN 978-88-04-48779-1; Collana Oscar Moderni, Mondadori, 2016, ISBN 	978-88-046-7022-3.
- Le lettere di Berlicche e il brindisi di Berlicche. Corrispondenza immaginaria e altri scritti, trad. di A. Castelli e Luciana Lain, Collana Letteraria, Milano, Jaca Book, 1990, ISBN 978-88-165-0052-5.
- Le lettere di Berlicche, traduzione di Annalisa Teggi, Prefazione di Andrea Monda, Collana Oscar Moderni Cult, Milano, Mondadori, 2022, ISBN 978-88-047-4242-5.